# به-ژوآن-بیتز، کبک
به-ژوآن-بیتز (به فرانسوی: Baie-Johan-Beetz) شهری در منطقه شهری منگانی ناحیه کوت-نور در استان کبک کانادا است. در سرشماری سال ۲۰۱۱ این شهر ۸۵ نفر جمعیت داشته‌است و مساحت آن ۴۲۵٫۳۱ کیلومتر مربع است.